# Sicrem
Sicrem acronimo di Società Industriale Cremonese è una azienda italiana che per anni è stata specializzata nella produzione di filati di rayon e viscosa ad alto modulo, destinati alle tele per fabbricazione degli pneumatici; attualmente produce anche prodotti innovativi per gli stessi utilizzi. Lo stabilimento di produzione è a Pizzighettone (CR) ed ha una filiale in Romania.

## Storia dello stabilimento
A Pizzighettone fu creato, tra le due guerre, uno stabilimento della Società Anonima Seta Artificiale Cremona, poi rilevato dalla olandese Algemeene Kunstzijde Unie N.V.. Nel 1942 fu rilevato dalla Pirelli per l'attività dell'Azienda Tessili Artificiali Pirelli o, in sigla, ATA Pirelli. Essendo una delle industrie più grandi della provincia di Cremona e della vicina provincia di Lodi (una volta provincia di Milano), fu installata davanti a questa una stazione ferroviaria (la seconda a Pizzighettone, ancora attiva e con il nome di Ponte d'Adda). A fianco della ferrovia sorgeva anche lo Stabilimento Rigenerati Pirelli, in sigla SRP, che produceva pneumatici ricostruiti.

## Il prodotto
Il passaggio dall'uso della gomma naturale a quella sintetica nella produzione degli pneumatici aveva determinato un grave problema tecnico: il calore sviluppato dal rotolamento su strada rendeva insufficiente il comportamento delle tele in cotone mako.
La soluzione tecnica fu individuata nell'uso di tele fatte con filato di rayon viscosa ad alto modulo detto commercialmente cord o cordene. In una fase successiva sorsero altri prodotti adatti allo stesso uso, come carcasse fatte con fili metallici e con fibre chimiche, in particolare il nylon alto modulo. Per molto tempo sembrava che i nuovi prodotti avrebbero soppiantato totalmente il rayon per la produzione degli pneumatici, ma poi si ebbero ulteriori miglioramenti del cordene di rayon e ciò portò ad una inversione della tendenza.

## La Sicrem
Nel 1972, in occasione della razionalizzazione delle società produttrici di fibre della Montedison, si pervenne ad un accordo tra detto gruppo e la Pirelli: lo stabilimento di Pizzighettone venne conferito alla società Sicrem, pareteticamente costituita da Pirelli e Montefibre. Da canto suo Montefibre decideva di chiudere l'impianto cordene dello stabilimento di Vercelli, lasciando pertanto maggiore spazio di mercato alla Sicrem.

## I successivi sviluppi
Le continue evoluzioni delle tecnologie e delle tendenze del mercato hanno spinto l'azienda ad adeguarsi nell'offerta dei prodotti per ricoprire l'intera gamma dei supporti tessili per la produzione di pneumatici ed altri articoli in gomma: nylon 6,6, poliestere e aramide, aprendo una filiale in Romania.
L'evoluzione tecnica ha portato alla sostituzione della tradizionale tela a fili speciali impregnati in particolari bagni per permettere una migliore adesione alle gomme in modo da consentire la fabbricazione di oggetti in gomma rinforzata senza la giunture delle tele.

## Proprietà
Con la crisi di fine anni '90 la Sicrem fu ceduta al gruppo Colbachini (Industria Veneta Gomme) e al Gruppo Radici di Bergamo.
Dall'agosto 2007 la proprietà è passata al gruppo austriaco Glanzstoff Group, appartenente a CAG Holding Gmbh, leader in Europa nel settore Tyre Cord.

## Fonti
- Carteggio consiglio di Fabbrica dal 1954, su cgil.cremona.it. URL consultato il 18 novembre 2007 (archiviato dall'url originale il 28 ottobre 2007).